# Кличкове
Кличко́ве — селище в Україні,  у Звенигородському районі Черкаської області, у складі Вільшанської селищної громади.
Населення — 4 особи (2001).
Офіційно вимерло у 2010-х.[джерело?]